# Mesone phi
Non va confuso con il Φ−−, precedentemente creduto un pentaquark.
Nella fisica delle particelle, il mesone phi è un mesone vettore formato da un quark strange e un antiquark strange. La sua massa è di circa 1.020 MeV/c2.
I principali canali di decadimento del mesone phi sono:
- K+ + K⁻
- K⁰S + K⁰L
- (ρ + π) / ( π+ + π⁰ + π⁻ )

Ci si aspetterebbe che i decadimenti {\displaystyle \phi \ \rightarrow \pi ^{+}+\pi ^{-}+\pi ^{0}\ }   e   {\displaystyle \ \phi \ \rightarrow \rho ^{+}+\pi ^{-}} siano preferiti rispetto ai decadimenti in kaoni, poiché questi ultimi hanno un valore più basso di impulso trasferito. Sperimentalmente si trova invece che l'83%  dei decadimenti avviene in kaoni, mentre solo il 15%  dei decadimenti avviene in mesoni ρ e pioni. Una spiegazione di questo fenomeno è data dalla regola di OZI: i processi forti (dovuti a interazione forte) rappresentati da un diagramma di Feynman che può essere diviso in due tagliando soltanto le linee interne dei gluoni risultano soppressi.

## Visione d'insieme
| Nome della particella | Particella simbolo | Antiparticella simbolo | Quark contenuto | Massa a riposo (MeV/c2) | IG | JPC | S | C | B' | Vita media (s)      | Decade comunemente in (>5% di decadimento) |
| --------------------- | ------------------ | ---------------------- | --------------- | ----------------------- | -- | --- | - | - | -- | ------------------- | ------------------------------------------ |
| Mesone phi            | φ (1020)           | Self                   | s               | 1,019.445 ± 0.020       | 0− | 1−− | 0 | 0 | 0  | 1,55 ± 0,01 × 10−22 | K+ + K⁻ K⁰S + K⁰L (ρ + π) / (π+ + π⁰ + π⁻) |